# Delito de daños
El delito de daños supone la destrucción o menoscabo de un bien que es de propiedad ajena, pudiendo ser esta propiedad pública o privada. El detrimento o destrucción que el bien ajeno sufre al ser dañado, no conlleva que el sujeto activo del delito se apodere de él, sino únicamente el perjuicio que el bien sufra. Cualquier objeto o bien, ya sea mueble o inmueble puede ser susceptible de sufrir daños, independientemente del valor económico que este tenga, sin embargo en la mayoría de las legislaciones penales, la sanción por el delito de daños varían de acuerdo al valor de lo dañado.

## Delito de daños en diferentes legislaciones

### México
El Código Penal Federal, vigente en México, en su título vigésimo segundo que habla sobre los delitos cometidos contra las personas en su patrimonio, artículo 397, señala una sanción para el responsable del delito de daño en las cosas que va de cinco a diez años de prisión y multa de cien a cinco mil pesos o dinero en efectivo, sanción que se individualiza de acuerdo con cada caso en particular.

### España
El capítulo IX del Título XIII del código penal de España, trata sobre el delito de daños, imponiendo sanciones que van desde uno a nueve meses de multa y prisión de uno a tres años, pudiendo incrementarse según la gravedad del delito.

### Argentina
En el capítulo VII del título VI del código penal de Argentina, concretamente los artículos 181 y 182, se establecen sanciones de quince días a cuatro años de prisión al responsable del delito de daños.

## Delitos de daños y justicia restaurativa
Para los delitos de daño, los enfoques de justicia restaurativa intentan reparar las secuelas causadas, en lugar de perjudicar al delincuente. Dentro de este enfoque se encuentran las Reuniones de Justicia Restaurativa, en las cuales el delincuente se reúne con las víctimas del crimen para discutir el delito y sus consecuencias. Durante las RJR en persona, los participantes describen su conexión con el crimen, las víctimas describen el daño que les causó, y todos los participantes hablan sobre cómo se podría reparar el daño.